# Igor Wassiljewitsch Petrjanow-Sokolow
Igor Wassiljewitsch Petrjanow-Sokolow (russisch Игорь Васильевич Петрянов-Соколов; * 5. Junijul. / 18. Juni 1907greg. in Bolschaja Jakschen bei Buturlino; † 19. Mai 1996 in Moskau) war ein russischer Physikochemiker und Hochschullehrer.

## Leben
Petrjanow-Sokolow stammte aus einer Bauernfamilie. Sein Vater Wassili Michailowitsch Petrjanow liebte die Falkenjagd, so dass er den Beinamen Sokolow (Sokol = der Falke) wählte, um sich von den vielen Petrjanow-Familien in den Nachbardörfern zu unterscheiden. Der Vater war Droschkenkutscher in Moskau und nach der Oktoberrevolution im Sowjet, während die Mutter Pelageja Matwejewna Petrjanowa in Jakschen blieb. Nach dem Mittelschulabschluss 1925 mit Auszeichnung ging Petrjanow-Sokolow nach Moskau und studierte an der chemischen Fakultät der Universität Moskau (MGU). Noch als Student verfasste er seine erste wissenschaftliche Arbeit. 1930 schloss er das Studium ab.
1929 wurde Petrjanow-Sokolow wissenschaftlicher Juniormitarbeiter im Karpow-Forschungsinstitut für Physikalische Chemie (NIFChI, jetzt Rosatom angegliedert), in dem er 67 Jahre lang arbeitete. Im Mittelpunkt der wissenschaftlichen Arbeit Petrjanow-Sokolows standen die Aerosole. 1933–1939 entwickelte er eine neue Untersuchungsmethodik und untersuchte Effekte der Radioaktivität und die elektrische Aufladung der Aerosolpartikel im Hinblick auf ihre Stabilität. Das Ziel war der Schutz der Atmosphäre vor schädlichen Verunreinigungen. 1937 fand er zusammen mit Natalija Dmitrijewna Rosenblum und dem Gründer und Leiter des Laboratoriums Nikolai Albertowitsch Fuchs einen Weg zur Präparation ultrafeiner Polymerfasern. Nach der Verhaftung von Fuchs im April 1937 wurde Petrjanow-Sokolow 1937 Laboratoriumsleiter. Mit aktiver Beteiligung Petrjanow-Sokolows wurden ultrafeine Fasermatten für Schwebstofffilter industriell produziert, die weltweit als Petrjanow-Filter bekannt wurden. Gleichfalls wurden mit den neuen Fasern Gasmasken hergestellt, die sofort von der Roten Armee übernommen wurden. Im Dezember 1940 verteidigte er seine Doktor-Dissertation. Im Juni 1941 wurde er zum Professor ernannt.
Während des Deutsch-Sowjetischen Krieges war Petrjanow-Sokolow mit dem Karpow-Institut im Nordural evakuiert und leitete den Bau und den Betrieb von Anlagen für die Produktion von neu entwickelten Geräten aus seinem Laboratorium für die Rüstungsindustrie. 1945 sammelte er im Regierungsauftrag in Deutschland Daten über die Produktion von Schwerem Wasser.
Ab 1945 war Petrjanow-Sokolow am Sowjetischen Atombombenprojekt beteiligt. In dieser Zeit entwickelten sich die langjährigen wissenschaftlichen und persönlichen Verbindungen mit Igor Wassiljewitsch Kurtschatow, Juli Borissowitsch Chariton und Georgi Nikolajewitsch Fljorow. Petrjanow-Sokolows Arbeiten waren die Grundlage für die Entwicklung für Systeme zum Schutz des mit Kernbrennstoffen befassten Personals vor Radioaktivität. Er arbeitete viel mit Sinaida Wassiljewna Jerschowa im Hochtechnologieforschungsinstitut für anorganische Materialien (WNIINM, jetzt Botschwar-Hochtechnologieforschungsinstitut für anorganische Materialien) zusammen und betrachtete sich als ihr Schüler.
Neben seiner wissenschaftlichen Arbeit leitete Petrjanow-Sokolow die Herausgabe populärwissenschaftlicher Literatur der Akademie der Wissenschaften der UdSSR (AN-SSSR, seit 1991 Russische Akademie der Wissenschaften (RAN)). Er war Hauptredakteur der Zeitschrift Chimija i schisn, einer Buchreihe für Schulkinder und einer sowjetischen Kinderenzyklopädie. Er reiste im In- und Ausland. Ab 1947 hielt er Vorlesungen am Moskauer Chemisch-Technischen Mendelejew-Institut (MChTI), in dem er in der ingenieur-chemischen Fakultät einen speziellen Lehrstuhl eingerichtet hatte (ab 1949 Lehrstuhl für Technologie der Isotope und besonders reinen Stoffe). 1953 wurde er zum Korrespondierenden Mitglied und 1966 zum Vollmitglied der AN-SSSR gewählt.
Viel Zeit und Mühe widmete Petrjanow-Sokolow den Problemen der Erhaltung des Kulturerbes und der Natur Russlands. Er gehörte zu den Gründern der Allrussischen Gesellschaft für Denkmalschutz, der Allunionsgesellschaft für Bibliophilie und der Zeitschrift für Denkmäler des Vaterlands. Er engagierte sich im Umweltschutz und spielte eine wichtige Rolle in der Bewegung gegen den Dawydow-Plan. Er setzte sich in den 1950er Jahren als Erster in der UdSSR zusammen mit Nikolai Nikolajewitsch Semjonow für Zero Waste ein. In den 1980er Jahren leitete Petrjanow-Sokolow im Hinblick auf einen Nuklearen Winter Arbeiten zur Untersuchung der optischen Eigenschaften von Aeorosolpartikeln. Er war mit Fragen der Religion sehr vertraut. Er war parteilos.
Petrjankow-Sokolow wurde auf dem Donskoi-Friedhof begraben.

## Ehrungen, Preise
- Stalinpreis III. Klasse (1941) für  eine neue Methode der Herstellung von Fasermatten[3]
- Leninorden (1943, 1966, 1971)[3]
- Orden des Roten Banners der Arbeit (1952, 1954)
- Ehrenzeichen der Sowjetunion (1954)[3]
- Leninpreis (1966)[3]
- Held der sozialistischen Arbeit (1971)[3]
- Orden der Oktoberrevolution (1975)[3]
- Kalinga-Preis (1984)[3]
- Orden der Völkerfreundschaft (1987)[3]
- 4 Medaillen der Ausstellung der Errungenschaften der Volkswirtschaft
- Global 500 Award
- Uschinski-Preis und Medaille des Ministerrats der RSFSR[4]